# Swartzia dolichopoda
Swartzia dolichopoda är en ärtväxtart som beskrevs av John Macqueen Cowan. Swartzia dolichopoda ingår i släktet Swartzia och familjen ärtväxter. IUCN kategoriserar arten globalt som livskraftig. Inga underarter finns listade i Catalogue of Life.